# Emma Baker (nhà dược lý lâm sàng)
Emma Harriet Baker FRCP là giáo sư người Anh về dược lý lâm sàng và bác sĩ tư vấn nội khoa tại Bệnh viện St George, London. Bà có chuyên môn chữa cho những người mắc nhiều bệnh cùng lúc và dùng nhiều loại thuốc, đặc biệt tập trung vào bệnh phổi. Bà là phó chủ tịch lâm sàng của Hiệp hội Dược lý Anh và Giám đốc chương trình đào tạo tại Health Education England (Giáo dục sức khỏe Anh).
Baker là biên tập viên điều hành của British Journal of Clinical Pharmacology (Tạp chí Dược lý lâm sàng Anh) trong 10 năm. Nghiên cứu của bà được xuất bản trong quyển The Top 100 Drugs: Clinical Pharmacology and Practical Prescribing (tạm dịch: Top 100 thuốc: Dược lý học lâm sàng và Kê đơn Thực hành) năm 2015 và 2019. Nghiên cứu này xác định các loại thuốc nào là quan trọng nhất và hay được kê đơn trong Dịch vụ Y tế Quốc gia (NHS).
Trong làn sóng đại dịch COVID-19 đầu tiên ở Anh, bà là chuyên gia chăm sóc sức khỏe tuyến đầu về hô hấp. Bà là điều tra viên chính trong các cuộc thử nghiệm vắc-xin COVID-19 của Cambridge.
Sau khi các sinh viên y khoa bầu chọn mình là giáo viên xuất sắc nhất 1998–2002, bàn tay của bà cùng Edward Jenner, John Hunter và những người khác được đưa vào tác phẩm điêu khắc mang tựa đề "Handing on Skills, Ideas and Ideals" (tạm dịch: Trao dồi Kỹ năng, Ý tưởng và Lý tưởng), trưng bày tại Đại học St George năm 2002 nhân dịp kỷ niệm 250 năm đào tạo ngành y.

## Sự nghiệp y tế
Emma H. Baker tốt nghiệp Đại học Edinburgh năm 1988. Trong một lần sắp xếp công việc cơ sở tại Bệnh viện Hoàng gia Salford, bà gặp gỡ Leslie Turnberg (sau này là chủ tịch của Trường Cao đẳng Y sĩ Hoàng gia), người đã thuyết phục bà học tập và theo đuổi bằng tiến sĩ. Bà thực hiện giấc mơ và nhận bằng Tiến sĩ năm 1996 tại Đại học Manchester.
Emma quan tâm đến những bệnh nhân mắc nhiều bệnh cùng lúc và dùng nhiều loại thuốc, đặc biệt tập trung vào bệnh phổi. Trước khi được bổ nhiệm làm cố vấn nội khoa tại Bệnh viện St George năm 2000, bà là một trong những giảng viên của giáo sư Joe Collier.
Bà trở thành giám đốc chương trình Cử nhân Khoa học đầu tiên của Vương quốc Anh về dược lý lâm sàng. Trong một cuộc phỏng vấn với Tạp chí Y khoa Anh (BMJ) năm 2020, Emma nói rằng chính việc không theo học bằng Cử nhân Khoa học với tư cách là một sinh viên y khoa đã khiến bà bỏ lỡ nhiều con đường trong ngành y. Bà cũng là phó chủ tịch lâm sàng của Hiệp hội Dược lý Anh (British Pharmacological Society) và là giám đốc chương trình đào tạo của Health Education England (Giáo dục sức khỏe Anh).

### Một số bài viết
Trong một thập kỷ, Emma Baker là biên tập viên điều hành của British Journal of Clinical Pharmacology (Tạp chí Dược lý lâm sàng Anh).
Nghiên cứu của bà xác định 100 loại thuốc quan trọng nhất và thường được kê đơn trong Dịch vụ Y tế Quốc gia (NHS). Các sinh viên mong muốn cung cấp một bản danh sách ngắn gọn và thiết thực về các loại thuốc này, bà là đồng tác giả của Top 100 Thuốc: Dược lý lâm sàng và Kê đơn Thực hành (The Top 100 Drugs: Clinical Pharmacology and Practical Prescribing), ấn bản đầu tiên xuất bản vào năm 2015 và lần thứ hai năm 2019.
Nghiên cứu của bà cũng xem xét ảnh hưởng của hiện tượng tăng đường huyết ở những người bị COPD.

### COVID-19
Trong làn sóng đại dịch COVID-19 đầu tiên ở Anh, Emma Baker là chuyên gia chăm sóc sức khỏe tuyến đầu về hô hấp. Vào tháng 12 năm 2020, bà tổ chức đào tạo cho các sinh viên dược lý lâm sàng của mình (sinh viên y khoa năm thứ hai), để họ có thể tự thực hiện xét nghiệm COVID-19 hàng loạt cho các sinh viên ngành khác, tạo điều kiện cho họ đón Giáng sinh tại nhà. Bà là điều tra viên chính trong các thử nghiệm vắc-xin COVID-19 của Cambridge.

## Giải thưởng và vinh danh
Sinh viên đại học tại St George bầu chọn Baker là giáo viên xuất sắc nhất từ 1998 đến 2002. Vì thế, đôi tay của bà cùng Edward Jenner, John Hunter và những giảng viên khác được đưa vào tác phẩm điêu khắc trên quả óc chó mang tựa đề "Handing on Skills, Ideas and Ideals" (tạm dịch: Trao Kỹ năng, Ý tưởng và Lý tưởng (Hand cũng có nghĩa là tay)) của Elona Bennett. Tác phẩm này trưng bày tại Đại học St George ngày 2 tháng 12 năm 2002, nhân dịp kỷ niệm 250 năm đào tạo ngành y, có sự tham dự của nữ hoàng Elizabeth II.
Năm 2003, bà nhận Học bổng Giảng dạy Quốc gia của Học viện Giáo dục Đại học và nhận được thêm nhiều giải thưởng giảng dạy đại học từ các sinh viên của mình.

## Một số tác phẩm và bài viết

### Sách
- Respiratory Medicine: Clinical Cases Uncovered (bằng tiếng Anh). New York: John Wiley & Sons. 2010. ISBN 978-1-4051-5895-4. (Đồng tác giả)
- Prescribing Scenarios at a Glance. Chichester, West Sussex; Malden, MA: Wiley Blackwell. 2014. ISBN 978-1-118-57086-9. (Đồng tác giả)
- The Top 100 Drugs: Clinical Pharmacology and Practical Prescribing (bằng tiếng Anh). Edinburgh: Churchill-Livingstone; Elsevier. 2015. ISBN 978-0-7020-7442-4. (Đồng tác giả)

### Bài viết
- "Hyperglycaemia and pulmonary infection". Proceedings of the Nutrition Society (bằng tiếng Anh). Quyển 65 số 3. 2006. tr. 227–235. doi:10.1079/PNS2006499. ISSN 1475-2719. (Đồng tác giả)
- "Sweet talk: insights into the nature and importance of glucose transport in lung epithelium". European Respiratory Journal (bằng tiếng Anh). Quyển 40 số 5. ngày 1 tháng 11 năm 2012. tr. 1269–1276. doi:10.1183/09031936.00052612. ISSN 0903-1936. (Đồng tác giả)
- "Development of a core drug list towards improving prescribing education and reducing errors in the UK". British Journal of Clinical Pharmacology (bằng tiếng Anh). Quyển 71 số 2. 2011. tr. 190–198. doi:10.1111/j.1365-2125.2010.03823.x. ISSN 1365-2125. (Đồng tác giả)
- "The 'top 100' drugs and classes in England: an updated 'starter formulary' for trainee prescribers". British Journal of Clinical Pharmacology. Quyển 84 số 11. tháng 11 năm 2018. tr. 2562–2571. doi:10.1111/bcp.13709. ISSN 0306-5251. (Đồng tác giả)